# Alberto Paredes
Alberto Paredes (Pachuca, Hidalgo, 1956) es un poeta, ensayista, crítico literario y catedrático mexicano. 

## Biografía
Su ejercicio literario lo ha llevado a ser profesor titular de la Facultad de Filosofía y Letras de la Universidad Nacional Autónoma de México, donde obtuvo el doctorado en letras en 1991. Fundó el Seminario de Estilística en la UNAM (Posgrado en Letras), como parte de su labor docente, y, en la licenciatura, el Curso de métrica española, el cual continúa impartiendo desde 2004. 
Sus libros como crítico manifiestan esta labor sostenida; algunos de ellos son: Abismos de papel, el narrador en los cuentos de Julio Cortázar (1988, 2005); El arte de la queja (1995), estudio sobre la prosa literaria de López Velarde; La poesía de cada día (2000), análisis y antología de la poesía modernista brasileña, y El estilo es la idea (2008), antología crítica del ensayo literario hispanoamericano del siglo XX. En 2015 apareció en una nueva edición revisada, corregida y aumentada su libro sobre narratología Las voces del relato (Madrid, Ediciones Cátedra). Dos áreas recientes de su actividad han aportado frutos originales sobre dos clásicos: Gustave Flaubert (Paredes ha realizado una investigación minuciosa sobre la biblioteca personal de dicho autor, amén de que es autor del primer ensayo que documenta y explica el origen del infundio “Flaubert dijo ‘Madame Bovary soy yo’”), y Rubén Darío (artículos especializados de Paredes pueden leerse en Anales de literatura hispanoamericana -Universidad Complutense-, en el Boletín de la Biblioteca de Menéndez Pelayo y en el Journal of Hispanic Modernism).
Paredes es prosista y poeta, no sólo investigador. Un vocablo denomina su poesía: Derelictos (1986, 1992 y 2005); es decir los restos del naufragio. Además, han aparecido Cantapalabra (2003): poesía a partir del acto de escuchar música, y Tres cuadernos (2010). Antologador y editor responsable de diversos libros en los que propone su lectura crítica de la obra compilada; ha colaborado en la colección Material de Lectura (UNAM), donde, entre otros, hizo los números dedicados a Juan José Arreola, Eliseo Diego, Julio Herrera y Reissig y Juan Vicente Melo. Como editor, destacan particularmente el haber concretado en libro el legendario título Notas sin música de Juan Vicente Melo (1990), así como la coordinación de los once volúmenes de las Obras reunidas de Severino Salazar (2013). Ha sido investigador invitado en las universidades de São Paulo, Poitiers, Rouen y París X Nanterre-La Défense. Ha participado en diversas publicaciones periódicas (Anuario de Letras, Biblioteca de México, Crítica, Holoturia, La Jornada, Letras Libres, Este país, México en el Arte, México Indígena, Páginas, Sin Embargo, Revista de la Universidad de México, México en la Cultura, Sábado (de Unomásuno), Nexos, Vuelta, etc.) y es miembro de los colaboradores culturales de la revista Proceso.
Desde 1979 (23 años de edad), con un primer artículo sobre lo fantástico en Julio Cortázar, Paredes ha colaborado intensamente en la prensa cultural mexicana e hispanista, en medios como la Revista de la Universidad de México, Vuelta, México en la Cultura, Nexos, Casa del tiempo, México en el Arte, Biblioteca de México, Este País, etc. Fue colaborador fundador de La Jornada (1985-89) y desde 1991 lo es del semanario Proceso. Asimismo artículos suyos de investigación especializada han aparecido en órganos prestigiados como Anales de literatura hispanoamericana (U. Complutense), Anuario de letras (UNAM), Boletín de la Biblioteca de Menéndez Pelayo, Bulletin des Amis de Flaubert et de Maupassant, Bulletin Hispanic (U. Bordeaux Montaigne), Journal of Hispanic Modernism, Escritural (U. Poitiers), Intersticios (U. Intercontinental), Literatura mexicana (UNAM), Philologia Hispalensis (U. de Sevilla). Su ensayo “El Maestro de la Troya Polimétrica” inauguró la sección “Glossa” del prestigiado anuario medievalista Troianalexandrina (U. de Santiago de Compostela-Brepols). Paredes ha publicado el primer ensayo en español que documenta y establece la falsedad e inoperancia de la leyenda sobre que Gustave Flaubert hubiese dicho "Madame Bovary soy yo".

## Obras principales

### Poesía y creación

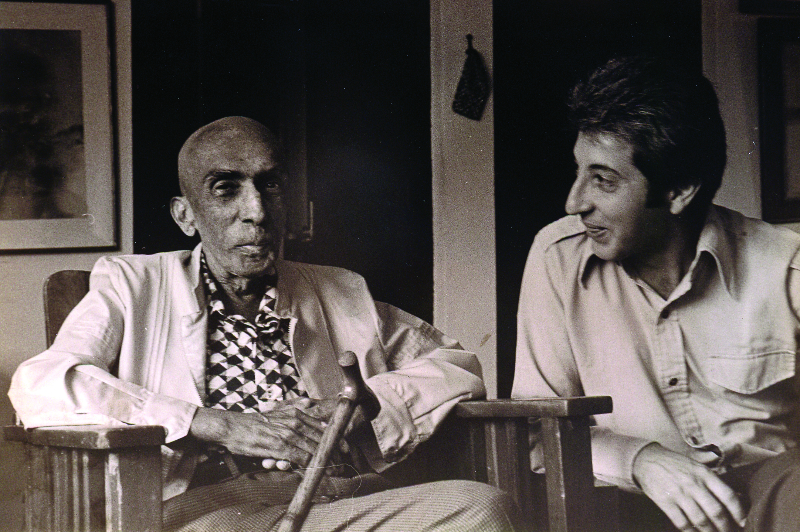
Juan Vicente Melo y Alberto Paredes (Veracruz, México, circa 1993).

- Derelictos (UAM, 1986; Editorial Joaquín Mortiz, 1992; CNCA, 2004)
- Cantapalabra (Editorial El Aduanero, 2003)
- Tres cuadernos (Samsara, 2010)
- Los soles del nómada (Bonilla Artigas, México, 2023). ISBN 978-607-89-1856-0.

### Ensayo y análisis literario
- Figuras de la letra (UNAM, 1990)
- El arte de la queja. La prosa literaria de Ramón López Velarde, (2a ed. corregida y aumentada: UNAM, Serie Ekató, 2024). ISBN 978-607-30-8845-9.
- Una historia de imágenes. XIV estaciones para llegar a Paradiso (UNAM, 1995)
- La poesía de cada día (un viaje al modernismo brasileño) (UNAM, 2000)
- Una semana en São Paulo (2001)
- Una temporada de poesía. Nueve poetas mexicanos recientes (1966-2000), (CONACULTA, Sello Bermejo, 2004)
- Abismos de papel. Los relatos de Julio Cortázar (UNAM, 2005)
- El estilo es la idea: ensayo literario hispanoamericano del siglo XX (Siglo XXI Editores, 2008)
- Pro Severino (Editorial Juan Pablos, 2011)
- Las voces del relato (Editorial Cátedra, 2015)
- Y todo es lengua. Diez preguntas literarias (Siglo XXI Editores-UNAM, 2016)
- Rubén Darío: Retrato del poeta como joven cuentista. Prólogo de Alfonso García Morales (Fondo de Cultura Económica, 2016)

### Editor o Compilador
- Coeditor (junto con Sandro Cohen, Víctor Díaz Arciniega, Carlos Oliva y Vicente Quirarte) de la revista Sin embargo. Crítica bimestral. 1981 (seis números).
- Francisco Alday. Antología poética. Querétaro: Gobierno del estado de Querétaro, 1987.
- Eliseo Diego. Eliseo Diego. México: Dirección de Literatura-UNAM, 1987. (Material de Lectura, Poesía moderna, 122).
- Julio Herrera y Reissig. Julio Herrera y Reissig. México: Dirección de Literatura-UNAM, 1988. (Material de Lectura, Poesía moderna, 141).
- Juan José Arreola, Juan José Arreola. México: Dirección de Literatura-UNAM, 1990. (Material de Lectura, El cuento contemporáneo, 70).
- Juan Vicente Melo. Notas sin música. Comp. A. P. México: FCE, 1990. (Colección Popular, 428).
- Francisco Hernández. Francisco Hernández. México: Dirección de Literatura-UNAM, 1991. (Material de Lectura, Poesía moderna, 168).
- Sergio Fernández. Sergio Fernández. México: Dirección de Literatura-UNAM, 1994 (Material de Lectura, El cuento contemporáneo, 92).
- Crisóforo Sánchez Trujillo. Personajes, celebraciones y lugares de la Huasteca hidalguense. Selec. y presentación A. P. Pachuca: Consejo Estatal para la Cultura y las Artes, 1995.
- Alberto Paredes (coord.), Una historia de imágenes: XIV estaciones para llegar a Paradiso. Seminario de Estilística 1. México: Coordinación de Humanidades-UNAM, 1995. (Biblioteca de Letras). Incluye el ensayo de A.P. “En medio de las aguas, palabras lezamianas o el vuelo de las preguntas” (213-229). Ensayo posteriormente recogido en Y todo es lengua.
- Severino Salazar. Severino Salazar. México: Dirección de Literatura-UNAM, 1995. (Material de Lectura, El cuento contemporáneo, 101).
- Alberto Paredes (coord.). Haz de palabras: ocho poetas mexicanos recientes. Seminario de Estilística 2. México: Dirección de Literatura-UNAM, 1999. (Serie Diagonal).
- Vicente Leñero. La inocencia de este mundo. Selec. y entrevista A.P. y Alejandro Toledo, pról. A.P., México: Coordinación de Humanidades-UNAM, 2000. (Serie Confabuladores). Libro que mereció el Premio Xavier Villaurrutia a Leñero.
- Severino Salazar, Los cuentos de Tepetongo. Selec. y pról. A.P., México: Coordinación de Humanidades-UNAM, 2001. (Serie Confabuladores).
- Severino Salazar, Obras reunidas, once volúmenes, México: Juan Pablos-INBA, 2013. (A.P. director editorial y coordinación general.)
- Diez años sin Guillermo Fernández (1932-2012): Un laurel para el poeta de la humildad poderosa (A.P. coordinación y coautor) Nexos.com, 31 de marzo de 2022
- Europe, revue littéraire mensuelle: amplio Dossier dedicado a Rubén Darío, coordinado por Jean-Baptiste Para (editor de la revista) y A.P. Accueil - Europe ISSN 0014-2751. No. 1130-1132 ; juin-août 2023 (Rubén Darío, pp. 3-136).

Dos breves antologías de poesía ucraniana contemporánea (presentación y versiones a partir del inglés de A.P.):
- No habrá lugar para todos: breve antología de poesía ucraniana contemporánea. Periódico de poesía (UNAM), ISSN 2007-4972. En línea desde el 24/XI/22

- El arte de la descomposición: poesía ucraniana contemporánea. Nexos, versión en línea. Aparecido el 24/II/23, conmemorando un año de la invasión militar rusa. El arte de la descomposición: poesía ucraniana contemporánea ISSN: 0185-1535.